# Paravinogradovita
La paravinogradovita és un mineral de la classe dels silicats. Rep el nom per la seva relació estructural amb la vinogradovita.

## Característiques
La paravinogradovita és un silicat de fórmula química Na1-2(Ti,Fe3+)₄(Si₂O₆)₂(AlSi₃O10)(OH)₄·H₂O. Va ser aprovada com a espècie vàlida per l'Associació Mineralògica Internacional l'any 2002. Cristal·litza en el sistema triclínic. La seva duresa a l'escala de Mohs és 5.
Segons la classificació de Nickel-Strunz, la paravinogradovita pertany a «09.DB - Inosilicats amb 2 cadenes senzilles periòdiques, Si₂O₆; minerals relacionats amb el piroxens» juntament amb els següents minerals: balifolita, carfolita, ferrocarfolita, magnesiocarfolita, potassiccarfolita, vanadiocarfolita, lorenzenita, lintisita, punkaruaivita, eliseevita, kukisvumita, manganokukisvumita, vinogradovita, nchwaningita, plancheïta, shattuckita, aerinita i capranicaïta.

## Formació i jaciments
Va ser descoberta al vessant nord-est del mont Kukisvumtxorr, una muntanya del massís de Khibini, a l'óblast de Múrmansk (Rússia). Es tracta de l'únic indret de tot el planeta on ha estat descrita aquesta espècie mineral.